# Le tue mani (Giombini)
Le tue mani è un canto di chiesa pasquale italiano, composto da Marcello Giombini e inciso per la prima volta dal Clan Alleluia e dallo stesso Giombini nell'album Camminiamo nella speranza del 1970.
Si tratta di una "canzone alternata" o "a domanda e risposta", nel senso che i versi sono cantati alternativamente da due gruppi diversi, solitamente uomini e donne.
Oltre che in Italia, è diventato noto anche in Svezia, nella traduzione di Lars Åke Lundberg intitolata Dina händer är fulla av blommor ("Le tue mani sono piene di fiori"), presente con il numero 154 nel Den svenska psalmboken 1986, l'innario ufficiale della Chiesa di Svezia pubblicato nel 1986.